# Венесуэла на летней Универсиаде 2013
Венесуэла на летней Универсиаде 2013 года была представлена 4 спортсменами в одном виде спорта. Была завоёвана одна (бронзовая) медаль, страна заняла 62-е место в общекомандном зачёте.

## Призёры
| Медаль | Спортсмен    | Вид спорта | Дисциплина        | Дата    |
| ------ | ------------ | ---------- | ----------------- | ------- |
| Бронза | Мария Гуедес | Самбо      | Женщины, до 48 кг | 14 июля |

## Результаты

### Самбо

##### Мужчины
| Категория | Спортсмен           | Турнир       | Квалификация       | 1/16 финала                   | Четвертьфинал        | Полуфинал            | Финал                | Итоговое место       |
| Категория | Спортсмен           | Турнир       | Соперник Результат | Соперник Результат            | Соперник Результат   | Соперник Результат   | Соперник Результат   | Итоговое место       |
| --------- | ------------------- | ------------ | ------------------ | ----------------------------- | -------------------- | -------------------- | -------------------- | -------------------- |
| до 52 кг  | Матеуиск Гастеллано | За 1-е место |                    | Агасиф Самедов (AZE) Пор. 0:6 | Завершил выступление | Завершил выступление | Завершил выступление | Завершил выступление |

##### Женщины
| Категория | Спортсмен       | Турнир       | 1/16 финала                           | Четвертьфинал                     | Полуфинал                        | Финал                 | Итоговое место        |
| Категория | Спортсмен       | Турнир       | Соперник Результат                    | Соперник Результат                | Соперник Результат               | Соперник Результат    | Итоговое место        |
| --------- | --------------- | ------------ | ------------------------------------- | --------------------------------- | -------------------------------- | --------------------- | --------------------- |
| до 48 кг  | Мария Гуедес    | За 1-е место | Елена Бондарева (RUS) Пор. 0:1        | Завершила выступление             | Завершила выступление            | Завершила выступление |                       |
| до 48 кг  | Мария Гуедес    | За 3-е место |                                       | Джулия Куитерио Вилла (DOM) Поб.  | Габриэла Таску (ROU) Поб. 1:0    |                       |                       |
| до 64 кг  | Якуилин Лопес   | За 1-е место | Алиса Хестер Шлесингер (ISR) Пор. 0:6 | Завершила выступление             | Завершила выступление            | Завершила выступление | Завершила выступление |
| до 64 кг  | Якуилин Лопес   | За 3-е место |                                       | Анастасия Шевченко (UKR) Пор. 1:2 | Завершила выступление            | Завершила выступление | Завершила выступление |
| до 72 кг  | Анжелика Варела | За 1-е место | Не участвовала                        | Линь Синь (CHN) Поб. 9:1          | Жанара Кусанова (RUS) Пор. 1:2   | Завершила выступление | 5                     |
| до 72 кг  | Анжелика Варела | За 3-е место |                                       |                                   | Нурсолтан Аширова (TKM) Пор. 1:1 | Завершила выступление | 5                     |